# Águilas Negras
Las Águilas Negras fue una organización narcoparamilitar en Colombia, término utilizado para nombrar una serie de organizaciones criminales colombianas creadas como una nueva forma de paramilitarismo, pero financiadas casi totalmente del narcotráfico. Algunos de sus miembros formaron parte de la desmovilización de las Autodefensas Unidas de Colombia (AUC). Las Águilas Negras fueron consideradas como la tercera generación del paramilitarismo en Colombia.

## Accionar delictivo

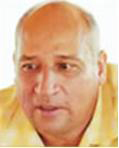
Vicente Castaño Gil, acusado de comandar a las "Águilas Negras".

Las Águilas Negras estaban asociadas con los carteles de la droga y estaban envueltas en actividades ilícitas como el tráfico de drogas, la extorsión, el robo, los secuestros y el terrorismo. Estos grupos también atacaban miembros de la guerrilla y personas sospechosas de simpatizar con ellos. Una de las personas acusadas de liderar a las Águilas Negras era uno de los antiguos líderes y fundadores de las AUC, el paramilitar Vicente Castaño, también conocido con el alias de El Profe, quien se convirtió en fugitivo después de la desmovilización de los grupos paramilitares cuando fue acusado del asesinato de su propio hermano, el líder paramilitar Carlos Castaño. Según algunas versiones, Vicente supuestamente fue asesinado en Antioquia por órdenes de algunos jefes paramilitares desmovilizados de las AUC que estaban recluidos en la cárcel de máxima seguridad de Itagüí; sin embargo, se desconoce el paradero de sus restos.
Las Águilas Negras aparecieron primero en las ciudades de Cúcuta y Ocaña en el departamento de Norte de Santander, fronterizo con Venezuela. Alrededor de los meses de abril y mayo del 2006, junto a otros grupos que inicialmente se identificaban a sí mismos como "Águilas" de diferentes colores, incluidas las "Águilas Rojas", "Águilas Doradas" y "Águilas Azules". Otros grupos criminales usando el nombre de las Águilas Negras expandieron sus operaciones en otros departamentos de Colombia, principalmente en Santander, Cesar, Caquetá y Antioquia. El 18 de octubre de 2006 el entonces presidente Álvaro Uribe Vélez solicitó la captura de los comandantes desmovilizados de las Autodefensas Unidas de Colombia por violar los acuerdos establecidos en la Ley de Justicia y Paz. Uribe también ordenó la creación de un nuevo Bloque de búsqueda en contra de las Águilas Negras y calificó a esta nueva organización como una pandilla de antiguos paramilitares. Uno de sus principales cabecillas; Daniel Rendón Herrera, alias Don Mario, fue capturado en el año 2009. Debido a esto, sumado a la misteriosa desaparición de Vicente Castaño, las Águilas Negras empezaron a desarticularse y los reductos que aún quedaban se anexaron a la banda criminal del Clan Úsuga (hoy día llamada Clan del Golfo), que también era dirigida por "Don Mario" (en aquel momento llamada "Los Urabeños" y/o "Bloque Héroes de Castaño").
En los años 2010 han circulado en las regiones del país panfletos que amenazan de muerte a líderes sociales y políticos de izquierda, anunciando además "limpieza social" contra delincuentes, expendedores y consumidores de alucinógenos. Los panfletos aparecen a nombre de las Águilas Negras pese a que el Estado colombiano ha desestimado la veracidad de los mismos, argumentando que en las zonas donde han circulado los panfletos existen otros grupos criminales considerados de poco nivel (Grupos Delincuenciales Organizados o GDO) que estarían usando el nombre de las Águilas Negras para intimidar o, que incluso, podrían ser ciudadanos del común cansados de la criminalidad en sus sectores, buscando disuadir con estas amenazas a la delincuencia común.
Recientemente, varios grupos al margen de la ley y sicarios han utilizado su reconocido logo y listas para causar terror en ciudades y pueblos de todo Colombia. Sin embargo desde el 2011 no se ha sabido de algún campamento, ni de algún líder o jefe de mando, ni siquiera miembros de esta organización criminal capturados por la ley, por lo cual varias organizaciones han explicado que se trata de una fachada para que los verdaderos autores materiales e intelectuales del asesinato de líderes sociales y políticos de oposición queden impunes.

## Venezuela
Venezuela declaró en su momento a este grupo paramilitar como terrorista desde que empezaron a hostigar sectores fronterizos, además de cometer crímenes hacia la población indígena venezolana.
El 22 de enero de 2011 fue capturado por el CICPC en Maracaibo (Venezuela) Víctor González, alias "Mono Candelo", el hombre más buscado en el Oriente de Colombia y quinto más buscado por la Policía Nacional de Colombia. González realizaba trabajos ocasionales para Daniel Rendón, alias "Don Mario", siendo parte de las Águilas Negras.